# Großsteingrab Blengow
Das Großsteingrab Blengow (auch Voßberg genannt) mit der Sprockhoff-Nr. 329 liegt östlich von Blengow bei Rerik im Nordwesten des Landkreises Rostock in Mecklenburg-Vorpommern.
Das Großsteingrab unbekannten Typs ist stark gestört. Es handelt sich um ein Hünenbett, in dem sich eine quergestellte (Querlieger) Kammer befand. Erhalten sind acht Steine der östlichen und zwei der westlichen Längsseiten der Hünenbetteinfassung. Die Breite des Hünenbettes kann mit 5,7 Metern angegeben werden. Ernst Sprockhoff erwähnt keine erhaltenen Steine der Kammer. Gegenwärtig sind jedoch ein Tragstein und ein Deckstein auf dem Hügel zu sehen. Anscheinend sind sie bei Ausgrabungen gefunden worden. 

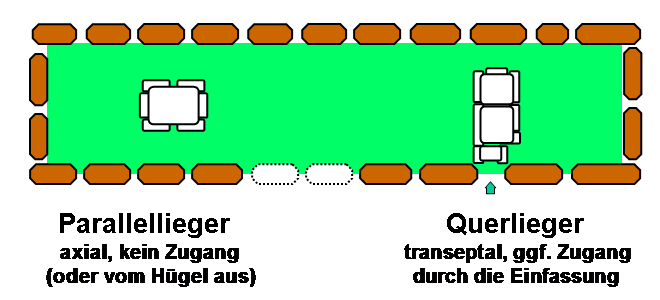
Parallellieger und Querlieger

E. Sprockhoff hielt den nördlichsten Stein der östlichen Längsseite für den Eckstein der zugehörigen Schmalseite. Der Stein weist auf seiner glatten Oberfläche einige Schälchen auf und sieben gravierte Radkreuze von 15–20 cm Durchmesser; drei sind gut erkennbar. Die Radkreuze gelten als bronzezeitliche Symbole, die sich üblicherweise auf Decksteinen finden. Es ist deshalb denkbar, dass es sich bei dem gravierten Stein um einen verlagerten Deckstein der Kammer handelt.